# Xhanfize Keko
Xhanfize Keko (Gjirokastra, 1928. január 27. – 2007. december 22.) albán filmrendezőnő.
Endri Keko filmrendező felesége, fiuk Teodor Keko a 2002-ben elhunyt népszerű író.
Pályáján az 1950-es évek elején indult el. Eleinte filmhíradókat és dokumentumfilmeket készített, de az 1970-es évektől ifjúsági és gyermekműsorai, illetve -filmjei révén szerzett elismertséget magának. Legnevezetesebb műve az 1975-ben forgatott Beni ecën vetë című, a griffoni gyerekfilmfesztiválon díjat nyert első albán gyermekfilm. A Kiço Blushi forgatókönyvén alapuló fekete-fehér film egy a városból és családja fojtogató szeretetéből kiszabaduló, vidéki nagybátyjánál nyaraló, Beni nevű kisfiú kalandjairól szól. Utolsó filmjét 1984-ben rendezte, azóta visszavonult.

## Jelentősebb rendezései
- Kongresi i 3 i PPSH (’Az Albán Munkapárt III. Kongresszusa’), 1952, dokumentumfilm
- Tregim për njerzit e punës (’Mese a dolgozó emberről’), 1963, dokumentumfilm
- ABC…ZH (’A, B, C… Zs’), 1971, ifjúsági rövidfilm
- Kryengritje në pallat (’Palotaforradalom’), 1972, kalandfilm
- Mimoza llastica , 1973, családi film
- Qyteti më i ri në botë (’A világ legfiatalabb városa’), 1974, családi film
- Beni ecën vetë (’Beni önálló lesz’), 1975, gyerekfilm
- Tinguj lufte (’A háború hangjai’), 1976, háborús film
- Tomka dhe shokët e tij (’Tomka és barátai’), 1977, filmdráma
- Pas gjurmëve , 1978, filmdráma
- Kur xhirohej një film , 1981, családi film
- Një vonesë e vogël (’Egy kis késedelem’), 1982, történelmi film
- Taulanti kërkon një motër , 1984, családi film

## Lásd még
- Albán film